# Neuropeltis velutina
Neuropeltis velutina är en vindeväxtart som beskrevs av Hallier f. Neuropeltis velutina ingår i släktet Neuropeltis och familjen vindeväxter. Inga underarter finns listade i Catalogue of Life.